# Atapascans del riu Eel

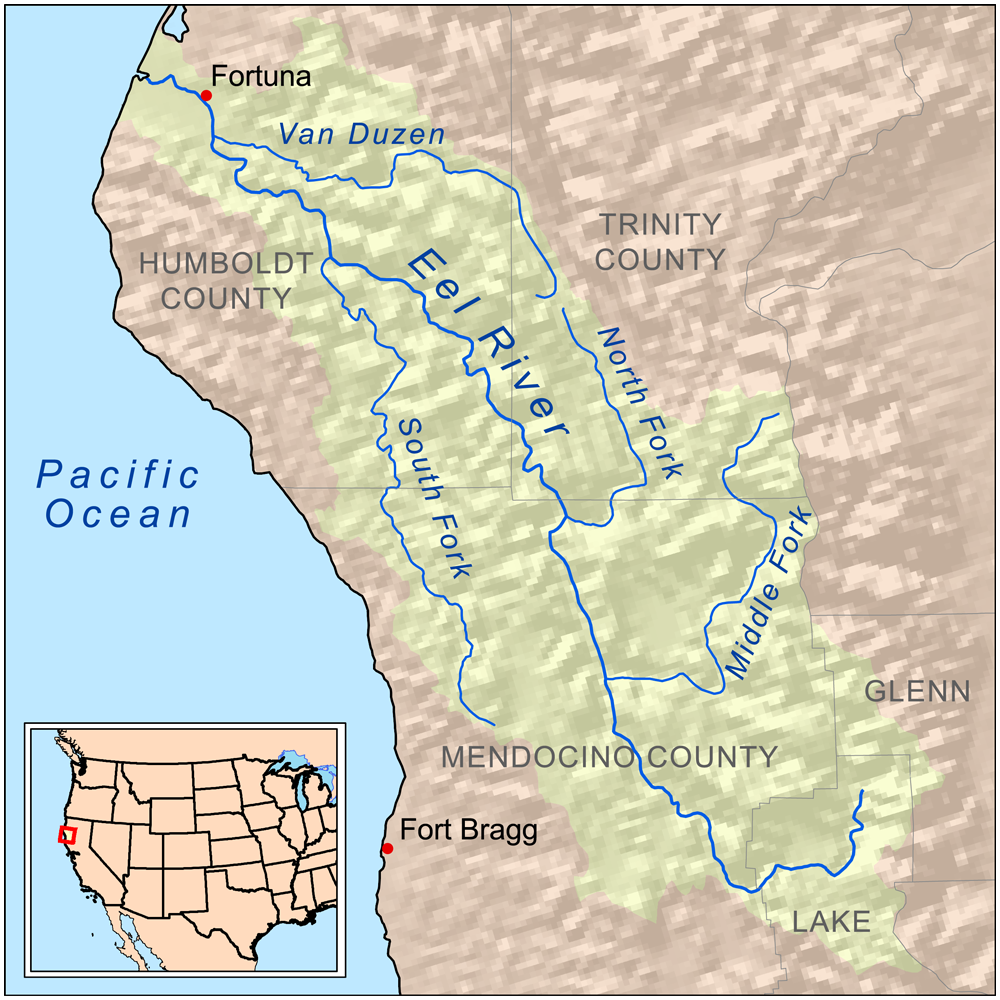
Mapa del territori del riu Eel

Els atapascans del riu Eel inclou els grups d'amerindis dels Estats Units wailaki, lassik, nongatl, i sinkyone que tradicionalment vivien als marges del riu Eel del nord-oest de Califòrnia.
Aquests grups parlaven dialectes d'una mateixa llengua, el wailaki, que pertanyia a les llengües atapascanes i representa un lloc destacat a Alaska, oest del Canadà i sud-oest dels Estats Units. Altres grups atapascans veïns relacionats amb els del riu Eel inclouen els hupa-Whilkut-Chilula al nord, els mattoles a la costa, a l'oest, i els katos al sud.

## Població
Les estimacions per a les poblacions anteriors al contacte de la majoria dels grups nadius de Califòrnia han variat substancialment.  (Vegeu Població ameríndia de Califòrnia.) Alfred L. Kroeber (1925:883) va proposar una població el 1770 dels nongatl, sinkyone i lassik en 2.000 habitants, i la població wailaki en 1.000 individus. Sherburne F. Cook (1976) va suggerir un total de 4.700 per als nongatl, sinkyone, lassik, wailaki, mattole i kato. Martin A. Baumhoff (1958) va estimar les poblacions aborígens en 2.325 per als nongatl, 4.221 per als sinkyone, 1.411 per als lassik, i 2.760 per als wailaki, o un total de 10.717 per als quatre grups d'atapascans del riu Eel.
Kroeber estimà la població combinada de nongatl, sinkyone, i lassik el 1910 en 100, i la població dels wailaki en 200.
Actualment alguns wailaki són registrats en la banda Scotts Valley dels indis pomo de Califòrnia i la ranxeria índia Grindstone d'indis wintun-wailaki.
Segons el cens dels Estats Units del 2000 hi havia registrats 6 lassiks i 1.732 wailakis.